# Cycloramphus eleutherodactylus
Cycloramphus eleutherodactylus är en groddjursart som först beskrevs av Miranda-Ribeiro 1920.  Cycloramphus eleutherodactylus ingår i släktet Cycloramphus och familjen Cycloramphidae. IUCN kategoriserar arten globalt som otillräckligt studerad. Inga underarter finns listade i Catalogue of Life.